# Демодок (певец Агамемнона)
Демодок (др.-греч. Δημοδόκος) — в греческой мифологии певец Агамемнона. В «Одиссее» Гомера его имя не названо, но рассказано, что царь Агамемнон, отправляясь на Троянскую войну, повелел ему наблюдать за супругой. Но когда Эгисф и Клитемнестра стали любовниками, Эгисф сослал певца на безлюдный остров, где его растерзали хищные птицы. Более поздние источники приводят имена Демодок, Хариад или Главк. Некоторые авторы под аэдом, приставленным к Клитемнестре, понимали евнуха.
Деметрий Фалерский писал, что Демодок был лаконцем, учеником Автомеда из Микен и Перимеда из Аргоса и победителем пифийских состязаний. Согласно Тимолаю из Ларисы, певец Демодок был братом Фемия, стражем Пенелопы.